# Казаклар (Высокогорский район)
Казакла́р (тат. Казаклар) — село в Высокогорском районе Республики Татарстан, административный центр Казакларского сельского поселения.

## Этимология
Название села произошло от слова «казаклар» (казаки). В диалектах татарского языка оно употребляется в значении «вдовец; холостой; одинокий солдат», используется также в значении «разбойник, грабитель; беглец; всадник; попутчик».

## География
Село находится на реке Илинка, в 40 км к северу от районного центра — посёлка Высокая Гора.

## История
Основание села относят к первой половине XVIII века.
В сословном плане, в XVIII веке и до 1860-х годов жители села числились государственными крестьянами. Их основные занятия в этот период — земледелие и скотоводство, были распространены выращивание хмеля, торговля.
В конце XVIII века в селе, по сведениям из первоисточников, существовали мечеть, а также поташный завод.
В «Списке населенных мест по сведениям 1859 года», изданном в 1866 году, населённый пункт упомянут как казённая деревня Уразлино (Казаклар) 2-го стана Царёвококшайского уезда Казанской губернии. Располагалась при речке Улле, на транспортном тракте из Казани в Вятскую губернию, в 125 верстах от уездного города Царёвококшайска. В деревне в 184 дворах жили 1401 человек (733 мужчины и 668 женщин). Были 2 мечети, училище, становая квартира.
В начале XX века в селе действовали кузница, ветряная мельница, бакалейная и 3 мелочные лавки. В этот период земельный надел сельской общины составлял 1855 десятин.
До 1920 года село входило в Кулле-Киминскую волость Царёвококшайского (с 1919 г. — Краснококшайский) уезда Казанской губернии. С 1920 года в составе Арского кантона ТАССР. С 10 августа 1930 года в Дубъязском, с 1 февраля 1963 года в Зеленодольском, с 12 января 1965 года в Высокогорском районах.
В 1931 году в селе был организован первый колхоз. С 1995 года сельскохозяйственный производственный кооператив «Алан».

## Население
| 1859 | 1897 | 1908 | 1928 | 1938 | 1949 | 1958 | 1970 | 1989 | 2002 | 2010 | 2017 |
| ---- | ---- | ---- | ---- | ---- | ---- | ---- | ---- | ---- | ---- | ---- | ---- |
| 1401 | 1065 | 1176 | 1186 | 1005 | 658  | 614  | 550  | 449  | 232  | 208  | 221  |

Национальный состав села — татары.

## Экономика
В селе действует крестьянское (фермерское) хозяйство «Аланлык». Полеводство, животноводство.

## Инфраструктура
Неполная средняя школа (с 1927 г. как начальная), детский сад (с 1956 г.), дом культуры (с 1955 г.), библиотека (с 1956 г.).

## Религия
Мечеть (с 1993 года).